# Mastellina
Mastellina (IPA: /mastelˈlina/, Mastelinå in solandro) è una frazione del comune di Commezzadura in provincia autonoma di Trento.

## Storia

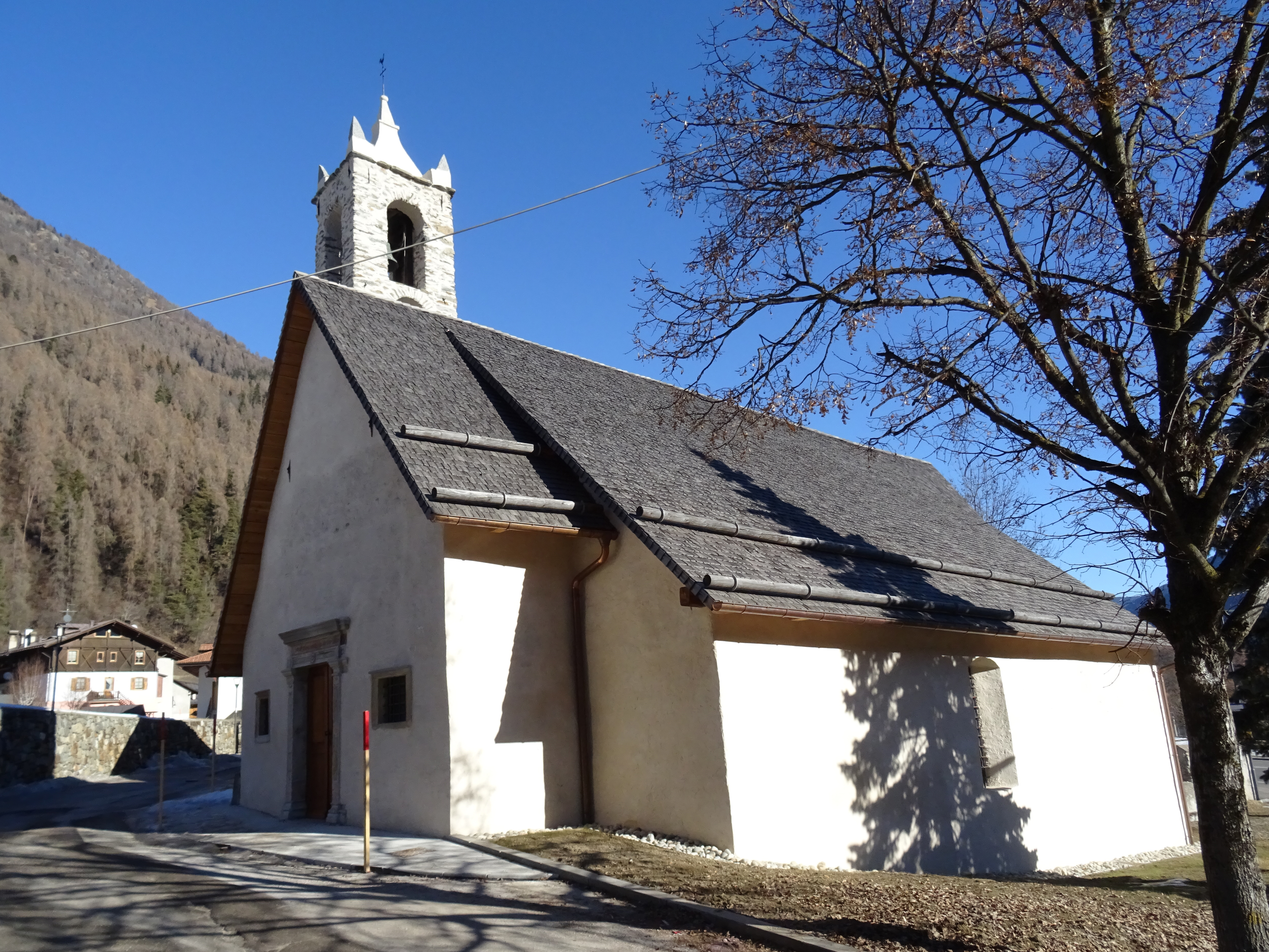
La chiesa di Sant'Antonio Abate

Mastellina è stato comune autonomo fino al 1928, anno in cui venne aggregato a Commezzadura.

## Infrastrutture e trasporti

### Ferrovie
Mastellina dispone della Stazione di Mastellina che si trova sulla linea Trento-Malé-Mezzana.